# 꽃게
꽃게(Portunus trituberculatus)는 꽃게과에 속하는 갑각류이다. 다른 게들 처럼 암컷은 배가 둥글고 넓적하고, 수컷은 뾰족하다. 외포란 한 암컷은 잡으면 안되며, 금지체장일 경우도 마찬가지다. 금어기는 꽃게들의 번식시기인 6~8월이며 이 시기에도 꽃게를 잡으면 안된다. 꽃게는 가을은 암컷이 살이 없어 숫꽃게 철이고, 반대로 봄은 수컷이 살이 없어 암꽃게 철이다. 그리고 우리가 흔히 알이라고 부르는 부위는 꽃게의 난소이다.

## 어원
꽃게의 원래 이름은 '곶게'로, 등딱지에 꼬챙이처럼 뾰족한 부분이 있어 이러한 이름이 붙었다.

## 특징
등딱지 길이 7cm, 폭은 15cm 내외이고 몸빛은 머리와 가슴 부위, 그리고 넷째 다리가 푸른빛을 띤 암자색 바탕에 힘구름 무늬가 있어 아름답다. 이마에는 양 눈앞가시 사이에 가시가 2개 있으며, 집게다리 긴 마디의 안쪽인 앞모서리에 예리한 가시가 네 개 있다. 집게발이 강대하고 멀리 이동도 하며 꽃게의 다리의 개수는 10개이다.
6~7월에 알을 낳고 얕은 바다의 모래땅에 군서 생활을 한다. 깊이 2~30m 되는 바다 밑의 모래나 개펄 속에 산다.
꽃게는 식용게로 가장 많이 이용되며 한국에서는 계절에 관계없이 언제나 시장에서 볼 수 있다. 한국·중국·일본 등지에 분포한다. 게속살이와 같은 생물은 꽃게를 숙주로 삼아 기생한다.

## 제철
한국에서 꽃게의 제철은 암꽃게일 경우 4~6월, 숫꽃게일 경우 9~11월이다.

## 같이 보기
- 게장

## 참고 문헌
- 이 문서에는 다음커뮤니케이션(현 카카오)에서 GFDL 또는 CC-SA 라이선스로 배포한 글로벌 세계대백과사전의 내용을 기초로 작성된 글이 포함되어 있습니다.